# J'y vais... j'y vais pas ?
J'y vais... j'y vais pas ? était une émission de télévision française diffusée en direct sur France 3 du 6 septembre au 17 décembre 2004 et présentée par Valérie Bénaïm.

## Concept
Valérie Bénaïm recevait un invité confronté à une décision induisant un important changement dans sa vie. Face à lui, des spécialistes, des proches, des hommes et des femmes qui ont vécu des expériences similaires venaient en parler sur la plateau.
À la fin de l'émission, l'invité pouvait répondre à la question cruciale J'y vais... j'y vais pas ? en prenant la meilleure décision possible et ce en toute connaissance de cause.
Les téléspectateurs étaient invités à s'exprimer par SMS ou sur Internet et pouvaient intervenir également en direct par téléphone.

## Diffusion
L'émission était diffusée en direct du lundi au vendredi à 13h55 et reprenait donc la case occupée pendant 5 ans, de 1999 à 2004, par Évelyne Thomas et son émission C'est mon choix.

## Contexte et insuccès de l'émission
Avec J'y vais... j'y vais pas ?, France 3 avait pour but de remplacer l'émission C'est mon choix diffusée dans cette case horaire du 22 novembre 1999 au 18 juin 2004 et dont l'animatrice Évelyne Thomas était partie sur TF1 à la rentrée 2004 à la suite d'un litige qu'elle avait eu avec le producteur de l'émission Jean-Luc Delarue. L'émission devait ainsi faire ses preuves avant la fin de l'année 2004 et faire oublier définitivement C'est mon choix.
En acceptant cette proposition, Valérie Bénaïm était consciente du fait que c'était une délicate mission puisque l'émission d'Évelyne Thomas rassemblait plus de 1,5 million de telespectateurs (17 % de part de marché) et c'est une heure où Les Feux de l'amour triomphent sur TF1 de même que Derrick sur France 2 qui captive 2 millions d'inconditionnels. Cependant, Valérie Bénaïm était confiante pour conserver le public de C'est mon choix et même attirer de nouveaux téléspectateurs.
Finalement, après environ 3 mois de diffusion, le 17 décembre 2004, l'émission fut arrêtée faute d'audience et n'aura par conséquent jamais connu le succès atteint par le talk-show d'Évelyne Thomas diffusé pendant 5 ans.
Valérie Bénaïm revient à partir du 29 août 2005 avec un nouveau talk-show dans cette même case horaire, Jules et les filles